# Огоньки (Сахалінська область)
Огоньки (рос. Огоньки) — село в Анівському міському окрузі Сахалінської області Російської Федерації.
Населення становить 454 особи (2013).

## Історія
З 1905 по 3 вересня 1945 року у складі губернаторства Карафуто Японії, відтак у складі Анівського міського округу Сахалінської області.

## Населення
| 2002 | 2010 | 2013 |
| ---- | ---- | ---- |
| 454  | ↘443 | ↗454 |